# 王小凡
王小凡（1955年—），出生于中国乌鲁木齐，美籍华裔癌症生物学家，杜克大学医学院教授，2017年当选为中国科学院外籍院士。

## 生平
- 1982年毕业于武汉大学生物系生物化学专业
- 1982年考入中国科学院遗传研究所，参加首届“中美生物化学联合招生项目”（CUSBEA，发起人为吴瑞教授），获得留美资格。王小凡为在同届CUSBEA考试中获得第一名。1982与妻子董欣年双双留学美国。
- 1982年至1986年，就读于美国加州大学洛杉矶分校，获得分子生物学哲学博士。
- 1987年至1992年，在麻省理工学院怀特海德研究所（Whitehead Institute for Biomedical Research） （页面存档备份，存于）从事博士后研究。
- 1992年起，历任杜克大学生物系助理教授、副教授、教授。
- 2017年，当选中国科学院外籍院士

## 家庭
- 岳父：董辅礽，经济学泰斗
- 岳母：刘蔼年，中国著名眼科医生、教授
- 妻子：董欣年，美国分子生物学、植物生理学家。杜克大学生物学系教授、美国文理科学院院士、美国科学院院士。